# Cycle préparatoire intégré
Pour les articles homonymes, voir CPI.
Pour un article plus général, voir Classe préparatoire.
Un cycle préparatoire intégré ou « prépa intégrée » comprend, en France, les deux premières années d'études d'ingénieurs ayant lieu dans l'école même. L'appellation peut être étendue aux années de préparation aux concours d'autres grandes écoles, et ayant lieu dans l'école même (commerce, ENM, écoles vétérinaires, écoles de journalisme, etc.

## Fonctionnement

### En école d'ingénieurs
Dans les écoles d'ingénieurs en cinq ans — comme celles des groupes Geipi Polytech, INSA, ENI et UT —, les deux premières années sont généralement appelées « classe préparatoire intégrée » (ou « prépa intégrée »). Le mode d'encadrement y est un peu différent[Comment ?] de celui des classes préparatoires aux grandes écoles (CPGE) traditionnelles. Le rythme y est moins intense (absence ou presque de colles), même s'il reste plus soutenu qu'en cycle ingénieur. De plus, en sus du tronc commun portant sur les sciences de bases comme en CPGE classique, les élèves en classe préparatoire intégrée reçoivent des enseignements correspondant aux domaines de leur école et réalisent des stages en entreprise. À l'issue des deux années, si ses notes le permettent, l'étudiant passe en cycle ingénieur. Des passerelles peuvent exister entre écoles d'ingénieurs au sein d'un même groupe.
Les cycles préparatoires fédératifs sont communs à plusieurs écoles d'ingénieurs. Ainsi de la Prépa des INP (cycle préparatoire polytechnique), du cycle préparatoire intégré de la fédération Gay-Lussac, du cycle préparatoire de Bordeaux et du cycle préparatoire PeiP du réseau Polytech. Il s'agit de deux ans de formation — ayant lieu dans une école ou à l'université — qui préparent à l'entrée dans les écoles d'ingénieurs associées, rattachées ou partenaires. Ces cycles préparatoires recrutent après un baccalauréat général à parcours scientifique, STL ou STI2D. L'encadrement est similaire à celui des classes préparatoires intégrées. L'admission en école d'ingénieurs à bac+2 se fait généralement sur classement des résultats du contrôle continu.
Enfin, les classes universitaires préparatoires aux grandes écoles (CUPGE) sont des cycles intégrés dans les UFR scientifiques d'une trentaine d'universités en France. Il s'agit là aussi de formations sélectives en deux ans. Organisées dans le cadre de licences, elles associent des cours magistraux en amphithéâtre, des travaux dirigés et pratiques, à un rythme soutenu avec khôlles et devoirs réguliers, et petits effectifs en classe. À l'issue des deux ans, les étudiants peuvent passer certains concours d'accès aux grandes écoles ouverts aux CUPGE. Ils peuvent également tenter d'intégrer sur dossier des écoles partenaires de l'université dont ils proviennent (c'est le cas de bon nombre d'écoles d'ingénieurs internes à une université). Enfin, ils ont également la possibilité de continuer en licence 3 pour tenter les concours d'entrée en écoles d'ingénieurs pour L3 ou pour poursuivre jusqu'en master ou en cursus master en ingénierie,.

### Autres grandes écoles

#### Écoles de commerce
En écoles supérieures de commerce, si la majorité des Programmes Grande École (PGE) sont accessibles après une classe préparatoire aux grandes écoles (CPGE) traditionnelle, certaines permettent d'accéder à leur PGE après un cycle préparatoire intégré via une admission post-bac et généralement appélé « PGE en 5 ans ». Cela concerne l'Essca, l'EM Normandie ou encore Paris School of Business, dont le parcours en cinq ans reste sélectif, accessible sur concours ou à travers un examen sur dossier via la procédure Parcoursup. Par exemple, le concours commun ACCES concerne les élèves de terminale souhaitant accéder aux PGE en 5 ans de l'Essca, l'IÉSEG ou l'ESDES. Quant au concours commun Sésame, s'il permet d'accéder à neuf programmes Bachelor et BBA visés par l'État, il permet également d'accéder à huit cycles préparatoires intégrés « PGE en 5 ans » de l'EBS, l'EMLV, l'EM Normandie, PSB ou encore l'ESCE.

#### Écoles de journalisme
Quant aux écoles de journalisme, la majorité des quatorze écoles de la Conférence des écoles de journalisme (CEJ), reconnues par la CPNEJ, n'ont pas d'équivalent à un cycle préparatoire intégré, hormis trois à quatre d'entre elles. L'École supérieure de journalisme de Lille dispense un cursus de préparation intégré en trois ans « Académie ESJ », proposant en 3e année une passerelle au concours de l'ESJ. À l'instar de l'ESJ, le Centre de formation des journalistes propose elle aussi son cursus de préparation intégré en trois ans au sein de son École W, le « Bachelor W », proposant également en 3e année une passerelle et une voie de concours dédiée au CFJ. L'Institut pratique du journalisme Paris-Dauphine propose quant à elle aux étudiants en licence et en CPES à l'université Paris-Dauphine de suivre un cursus complémentaire au sein de l'IPJ, amenant à la délivrance d'un certificat d'établissement de l'IPJ et de l'université.

#### École nationale de la magistrature
L'École nationale de la magistrature (ENM) a mis en place sept « classes préparatoires intégrées » à Besançon, Bordeaux, Douai, Limoges, Lyon, Orléans et Paris, en partenariat avec les universités, et labellisées « Prépa Talents ». Elles délivrent un diplôme d’établissement de l'ENM « Culture juridique et pratiques judiciaires ». À Lyon, la préparation se déroule au sein de la faculté de droit de l'université Jean-Moulin Lyon 3.

## Comparatif
| Prépa                                          | Type                       | Lieux                                                                                 | Recrutement                                                               | Accès aux prépas                                                                 | Redoublement                           | Stage                               | Accès post-prépa                                                        | Après prépa |
| ---------------------------------------------- | -------------------------- | ------------------------------------------------------------------------------------- | ------------------------------------------------------------------------- | -------------------------------------------------------------------------------- | -------------------------------------- | ----------------------------------- | ----------------------------------------------------------------------- | --- |
| Prépa des INP                                  | Cycle préparatoire commun  | Sites de Bordeaux, Grenoble, Nancy, Saint Denis de la Réunion, Valence, et Cambrai    | Bac général à parcours scientifique, STL et STI2D                         | Sur dossier et entretien                                                         | Pas de redoublement                    | Stage ouvrier de 6 semaines         | Contrôle continu avec classement                                        | Une des 34 écoles d'ingénieurs du groupe INP, selon classement préférentiel et places offertes par les écoles.                                                               |
| CapECL                                         | Prépa Intégrée             | St-Étienne                                                                            | Bac général à parcours scientifique,                                      | Sur dossier                                                                      | Pas de redoublement                    | Pas de stage                        | Contrôle continu sans classement                                        | Accès aux cursus de Centrale Lyon et Centrale Lyon ENISE. |
| CPI de la fédération Gay-Lussac                | Cycle préparatoire commun  | Sites de Clermont-Ferrand,Lille, Pau, Rennes et Strasbourg                            | Bac général à parcours scientifique et équivalent étranger                | Sur dossier et entretien                                                         | Pas de redoublement                    | Stage ouvrier de 4 semaines         | Contrôle continu avec classement                                        | Une des 20 écoles d'ingénieurs de la fédération Gay-Lussac, selon classement préférentiel et places offertes par les écoles.                                                 |
| Cycle préparatoire Peip (Réseau Polytech)      | Cycle préparatoire commun  | Une des écoles du Réseau Polytech ou d'un IUT pour les titulaires de bac STI2D/STL    | Bac général à parcours scientifique, STI2D, STL et PACES reçus-collés     | Sur dossier et entretien                                                         |                                        |                                     | Contrôle continu avec classement + notes du bac                         | Une des 15 écoles du Réseau Polytech, selon classement préférentiel, série choisie post-bac et places offertes par les écoles.                                               |
| Écoles du Groupe Geipi Polytech                | Cycle préparatoire intégré | Une des 34 écoles du concours Geipi Polytech ou d'un IUT/UFR partenaire (selon école) | Bac général à parcours scientifique et équivalent européen, STI2D et STL, | Sur concours et entretien (entretien seulement pour notes lycée satisfaisantes), | Redoublement possible (selon école)    | Stage technicien de 4 à 10 semaines | Si les notes le permettent                                              | L'élève continue ses études en cycle ingénieur dans son école si ses notes le permettent. Passerelles entre écoles au sein du groupe possible.                               |
| Écoles d'autres réseaux : INSA, UT, FESIC, etc | Cycle préparatoire intégré | École choisie lors des admissions,                                                    | Bac général à parcours scientifique et équivalent étranger et STI2D       | Sur dossier et entretien,                                                        | Redoublement possible (selon école)    | Stage technicien                    | Si les notes le permettent                                              | L'élève continue ses études en cycle ingénieur dans son école si ses notes le permettent. Passerelles entre écoles au sein du groupe possible,.                              |
| Cycle préparatoire de Bordeaux                 | Cycle préparatoire commun  | Talence                                                                               | Bac général à parcours scientifique                                       | Sur dossier                                                                      | Pas de redoublement                    |                                     | Si les notes le permettent                                              | Choix de l'école parmi 8 écoles de la région bordelaise par l'étudiant dès le début du cycle préparatoire. A l'issue des 2 années, il intègre l'école choisie sans concours. |
| CPGE scientifiques                             | Prépa classique            | Différents lycées répartis sur toute la France                                        | Bac général à parcours scientifique STI2D ,STAV et STL                    | Sur dossier                                                                      | 5/2 possible (redoublement 2ème année) | Pas de stage                        | Concours avec classement                                                | Accès aux écoles d'ingénieurs, selon banques de concours et places disponibles.                                                                                              |
| CUPGE scientifiques                            | Prépa à l'université       | Une trentaine d'universités réparties sur toute la France                             | Bac général à parcours scientifique                                       | Sur dossier                                                                      |                                        | Pas de stage                        | Concours avec classement ou dossier (selon accords universités/écoles), | Accès aux écoles d'ingénieurs, selon banques de concours, ou dossier s'il existe un accord entre l'université et l'école,.                                                   |